# MLB All-Star Game 1993
MLB All-Star Game 1993 – 64. Mecz Gwiazd ligi MLB, który odbył się 13 lipca 1993 roku na stadionie Oriole Park at Camden Yards w Baltimore. Spotkanie zakończyło się zwycięstwem American League All-Stars 9-3. Frekwencja wyniosła 48 147 widzów.
Najbardziej wartościowym zawodnikiem został Kirby Puckett, który zaliczył dwa uderzenia, w tym home runa i RBI double.

## Wyjściowe składy
| National League | National League  | National League | National League | American League | American League | American League | American League |
| #               | Zawodnik         | Klub            | Pozycja         | #               | Zawodnik        | Klub            | Pozycja         |
| --------------- | ---------------- | --------------- | --------------- | --------------- | --------------- | --------------- | --------------- |
| 1               | Marquis Grissom  | Expos           | CF              | 1               | Roberto Alomar  | Blue Jays       | 2B              |
| 2               | Barry Bonds      | Giants          | LF              | 2               | Paul Molitor    | Blue Jays       | DH              |
| 3               | Gary Sheffield   | Marlins         | 3B              | 3               | Ken Griffey Jr. | Mariners        | CF              |
| 4               | John Kruk        | Phillies        | 1B              | 4               | Joe Carter      | Blue Jays       | RF              |
| 5               | Barry Larkin     | Reds            | SS              | 5               | John Olerud     | Blue Jays       | 1B              |
| 6               | Mark Grace       | Cubs            | DH              | 6               | Kirby Puckett   | Twins           | LF              |
| 7               | David Justice    | Braves          | RF              | 7               | Cal Ripken Jr.  | Orioles         | SS              |
| 8               | Darren Daulton   | Phillies        | C               | 8               | Wade Boggs      | Yankees         | 3B              |
| 9               | Ryne Sandberg    | Cubs            | 2B              | 9               | Iván Rodríguez  | Rangers         | C               |
|                 | Terry Mulholland | Phillies        | P               |                 | Mark Langston   | Angels          | P               |

| National League | 2 | 0 | 0 | 0 | 0 | 1 | 0 | 0 | 0 | 3 | 7  | 2 |
| American League | 0 | 1 | 1 | 0 | 3 | 3 | 1 | 0 | X | 9 | 11 | 0 |
| WP: Jack McDowell (1–0) LP: John Burkett (0–1) Home runy: NL: Gary Sheffield (1) AL: Kirby Puckett (1), Roberto Alomar (1) |   |   |   |   |   |   |   |   |   |   |    |   |

## Składy
| Miotacze - Rick Aguilera (3) - Pat Hentgen (1) - Randy Johnson (2) - Jimmy Key (3) - Mark Langston (4) - Jack McDowell (7) - Jeff Montgomery (2) - Mike Mussina (2) - Duane Ward (1) Łapacze - Iván Rodríguez (2) - Terry Steinbach (3) |  | Wewnątrzpolowi - Roberto Alomar (4) - Carlos Baerga (2) - Wade Boggs (9) - Scott Cooper (1) - Cecil Fielder (3) - Travis Fryman (2) - John Olerud (1) - Cal Ripken Jr. (11) - Frank Thomas (1) Zapolowi - Albert Belle (1) - Joe Carter (1) - Juan González (1) - Ken Griffey Jr. (4) - Kirby Puckett (8) - Greg Vaughn (1) - Devon White (2) Designated hitter - Paul Molitor (6) |  | Menadżer - Cito Gaston Trenerzy - Sparky Anderson - Johnny Oates Honorowi kapitanowie - Jim Palmer - Frank Robinson |

| Miotacze - Steve Avery (1) - Rod Beck (1) - Andy Benes (1) - John Burkett (1) - Tom Glavine (3) - Bryan Harvey (2) - Darryl Kile (1) - Terry Mulholland (1) - Lee Smith (5) - John Smoltz (3) Łapacze - Darren Daulton (2) - Mike Piazza (1) |  | Wewnątrzpolowi - Jay Bell (1) - Jeff Blauser (1) - Andrés Galarraga (2) - Mark Grace (1) - Dave Hollins (1) - Gregg Jefferies (1) - John Kruk (3) - Barry Larkin (5) - Ryne Sandberg (10) - Robby Thompson (2) Zapolowi - Barry Bonds (3) - Bobby Bonilla (5) - Marquis Grissom (1) - Tony Gwynn (9) - David Justice (1) - Roberto Kelly (2) - Gary Sheffield (2) - Andy Van Slyke (3) |  | Menadżer - Bobby Cox Trenerzy - Jim Fregosi - Tommy Lasorda Honorowy kapitan - Bob Gibson |

- W nawiasie podano liczbę powołań do All-Star Game.